# HMS Saumarez (G12)
HMS Saumarez (G12) là một tàu khu trục lớp S, là soái hạm khu trục dẫn đầu Chi hạm đội Khẩn cấp Chiến tranh 5, được Hải quân Hoàng gia Anh Quốc chế tạo trong Chương trình Khẩn cấp Chiến tranh để phục vụ trong Chiến tranh Thế giới thứ hai. Nó sống sót qua cuộc chiến tranh, nhưng lại bị hư hại nặng do trúng mìn tại eo biển Corfu, Địa Trung Hải vào ngày 22 tháng 10 năm 1946. Được xem như một tổn thất toàn bộ, nó bị bán để tháo dỡ vào tháng 10 năm 1950.

## Thiết kế và chế tạo
Saumarez được chế tạo tại xưởng tàu của hãng Hawthorn Leslie ở Hebburn, Newcastle upon Tyne; được hạ thủy vào ngày 20 tháng 11 năm 1942 và hoàn tất vào ngày 1 tháng 7 năm 1943. Là một soái hạm khu trục, nó nặng hơn 20 tấn Anh (20 t) so với những chiếc cùng lớp; và theo đúng truyền thống đặt tên những soái hạm khu trục theo tên những nhà chỉ huy hải quân nổi bật, nó được đặt tên theo Phó đô đốc James Saumarez, Nam tước thứ nhất Saumarez vào cuối Thế kỷ 18 và đầu Thế kỷ 19.

## Lịch sử hoạt động

### Các đoàn tàu vận tải Bắc Cực
Sau khi hoàn tất chạy thử máy, Saumarez được phân về Chi hạm đội Khu trục 3 trực thuộc Hạm đội Nhà, nhưng lại được điều sang Chi hạm đội Khu trục 23 không lâu sau đó để hoạt động cùng các đoàn tàu vận tải Bắc Cực. Nó nằm trong số các tàu hộ tống đã khởi hành từ Seyðisfjörður, Iceland vào ngày 23 tháng 10 cùng sáu tàu quét mìn và sáu tàu đổ bộ Liên Xô, có nhiệm vụ đi đến bán đảo Kola đưa trở về nhà mười ba tàu hiện diện tại đây từ mùa Xuân. Đoàn tàu RA 54A khởi hành từ Arkhangelsk vào ngày 1 tháng 11, và về đến các cảng Anh Quốc vào các ngày 13 và 14 tháng 11 mà không bị tổn thất, cho dù bị trì hoãn do sương mù dày đặc. Saumarez sau đó còn hộ tống một đoàn tàu Bắc Cực khác đi sang Nga không lâu sau đó, cũng đến nơi mà không bị thiệt hại.

#### Trận chiến mũi North
Đoàn tàu RA 55A khởi hành từ Kola vào ngày 22 tháng 12, được hộ tống bởi tám tàu khu trục, trong đó có Saumarez, hai tàu khu trục Canada, ba tàu corvette và một tàu quét mìn. Đoàn tàu JW 55B ở hướng ngược lại cũng khởi hành từ Loch Ewe vào ngày 20 tháng 12, dự kiến đi đến đảo Bear vào ngày Giáng Sinh cùng lúc với đoàn tàu RA 55A. Lực lượng tuần dương hộ tống được bố trí về phía Đông đảo Bear bao gồm HMS Belfast, HMS Sheffield và HMS Norfolk, và được bảo vệ bởi thiết giáp hạm HMS Duke of York và tàu tuần dương HMS Jamaica.
Sáng sớm ngày 26 tháng 12, Bộ Hải quân Anh gửi cảnh báo rằng thiết giáp hạm Đức Scharnhorst đang ra khơi. Nó bị các tàu tuần dương phát hiện, và sau nhiều giờ lẩn tránh để tấn công vào đoàn tàu, đang trên đường trở về cảng. Con tàu Đức bị Duke of York ngăn chặn và bắn trúng, tiếp nối bởi một cuộc rượt đuổi. Trong Trận chiến mũi North diễn ra sau đó, các khẩu pháo của Saumarez đã bắn liên tục trong mười một phút, tiếp nối bởi một đợt tấn công bằng ngư lôi. Một quả đạn pháo từ Scharnhorst, vốn không phát nổ, đã xuyên qua tháp chỉ huy, khiến mười một người thiệt mạng và tháp chỉ huy không hoạt động. Một phát đạn pháo khác suýt trúng cũng làm hư hỏng hệ thống bôi trơn động cơ. Duke of York và các tàu tuần dương sau cùng cũng đánh chìm bốn giờ sau khi trông thấy lần đầu tiên. Bốn tàu khu trục Saumarez, HMS Savage, HMS Scorpion và HNoMS Stord cũng ghi được ít nhất ba phát trúng đích.
Saumarez đi đến Murmansk với chỉ một động cơ và được sửa chữa tạm thời tại Nga trước khi quay trở về Anh. Sau một đợt tái trang bị hoàn tất vào tháng 3 năm 1944, nó lại tham gia một đôi tàu vận tải Bắc Cực khác JW 58 và RA 58, cả hai đến nơi an toàn mà không bị hư hại. Cuộc không kích thành công của Không lực Hải quân Hoàng gia nhắm vào thiết giáp hạm Đức Tirpitz diễn ra vào ngày 3 tháng 4 đã đồng bộ với việc di chuyển của Đoàn tàu JW 58.

### Đổ bộ Normandy
Trong khuôn khổ Chiến dịch Neptune, hoạt động hải quân của cuộc Đổ bộ Normandy vào tháng 6 năm 1944, Saumarez là tàu sĩ quan cao cấp của Chi hạm đội Khu trục 23, vốn đã bắn pháo hỗ trợ cho Lực lượng S cho cuộc tấn công tại Ouistreham. Nó cùng với tàu khu trục HMS Onslaught đối đầu một đoàn tàu đối phương bao gồm ba hay bốn tàu quét mìn và một tàu buôn ngoài khơi cảng St Peter, Guernsey vào ngày 14 tháng 8; đoàn tàu bị đánh trúng nhưng cả hai chiếc tàu khu trục cũng chịu thiệt hại và thương nhẹ. Đến tháng 9, nó nằm trong thành phần hộ tống cho một đoàn tàu vận tải Bắc Cực khác, trước khi được tái trang bị tại Newcastle từ tháng 11 đến tháng 1 năm 1945, rồi gia nhập Chi hạm đội Khu trục 26 trực thuộc Hạm đội Đông.

### Viễn Đông
Vào đầu tháng 1 năm 1945, Saumarez khởi hành từ Clyde để gặp gỡ tàu sân bay HMS Formidable, và hộ tống nó đi từ Alexandria đến Colombo. Nó đi đến Colombo vào ngày 8 tháng 2, rồi đi đến Trincomalee vào ngày 10 tháng 3. Sang ngày hôm sau, nó tham gia một cuộc càn quét biển Andaman cùng các tàu khu trục HMS Volage và Rapid. Chúng phát hiện và đánh chìm một tàu buồm tại eo biển Stewart, nhưng cả Rapid lẫn Volage phải chịu đựng hư hại và thương vong do hỏa lực của một khẩu đội pháo duyên hải đối phương được báo cáo có cỡ nòng đến 6 inch hay lớn hơn. Vào ngày 25 tháng 3, một cuộc càn quét khác được tiến hành; và sang ngày hôm sau nó phát hiện một đoàn tàu Nhật Bản. Cho dù đã đánh chặn bằng hải pháo và ngư lôi, nó chỉ bắn trúng đích đối phương một ít; và sau khi đạn dược đã cạn, nó phải nhờ cậy đến hai máy bay ném bom B-24 Liberator để trợ giúp đánh chìm đối phương. Tàu phụ trợ Nhật Bản Risui bị đánh chìm bởi bom ném từ máy bay, còn chiếc Teshio Maru bị hải pháo của Volage tiêu diệt; cả hai chiếc tàu hộ tống đối phương cũng bị đánh chìm.
Saumarez nằm trong thành phần Lực lượng Đặc nhiệm 63 vào tháng 4, khi nó bắn phá Oleelhoe, Sumatra. Nó được phân về lực lượng tàu sân bay trong Chiến dịch Bishop, được hình thành để bảo vệ các tàu vận tải cho cuộc tấn công lên Rangoon, Miến Điện, rồi tham gia Chiến dịch Dukedom tấn công một lực lượng Hải quân Nhật Bản được cho là đã khởi hành từ Singapore vào ngày 10 tháng 5, trong thành phần Lực lượng Đặc nhiệm 61 mới được thành lập. Tàu tuần dương Nhật Bản Haguro và tàu khu trục Kamikaze đã rời eo biển Malacca vào ngày 14 tháng 5; nhưng đến sáng sớm ngày hôm sau, một chiếc máy bay ném bom-ngư lôi TBF Avenger xuất phát từ tàu sân bay hộ tống HMS Emperor đã phát hiện ra chúng. Saumarez, Verulam và Vigilant thuộc một đội, và Venus cùng Virago thuộc một đội khác đã chia thành mũi gọng kìm để đánh chặn. Các tàu khu trục đã tấn công cả hai tàu đối phương vào sáng sớm ngày 16 tháng 5. Cho dù đã hai lần nả pháo suýt trúng vào Saumarez, Haguro bị áp đảo bởi ngư lôi đối phương và đắm lúc 02 giờ 09 phút tại một vị trí cách khoảng 45 mi (72 km) về phía Tây Nam Penang; Kamikaze bị hư hại nhưng đã tìm cách chạy thoát.

### Sau chiến tranh
Saumarez được tái trang bị Durban tại từ tháng 6 đến tháng 8. Cho dù Nhật Bản đã chính thức đầu hàng vào ngày 2 tháng 9, Chiến dịch Zipper, cuộc đổ bộ lên bờ biển phía Tây Malaya, vẫn được tiến hành theo kế hoạch. Chi hạm đội Khu trục 26 rời Colombo vào ngày 17 tháng 11, và về đến Anh Quốc vào đầu tháng 12. Saumarez đi đến Plymouth để tái trang bị nhằm chuẩn bị để phục vụ tại khu vực Địa Trung Hải.
Vào đầu tháng 3 năm 1946, Saumarez lên đường đi sang Địa Trung Hải để phục vụ cùng Chi hạm đội Khu trục 3. Đến tháng 6, nó ngăn chặn một tàu caïque chở 382 người nhập cư lậu đang tìm cách đi sang Palestine, và đã kéo chiếc này đến Haifa. Một đội đổ bộ từ Saumarez cũng đã chặn bắt chiếc SS Hochelaga ngoài khơi Haifa vào ngày 31 tháng 7 chở theo 500 người nhập cư

#### Vụ khủng hoảng eo biển Corfu
Vào ngày 26 tháng 9, lên đường cho một chuyến tuần tra trong Địa Trung Hải cùng với 24 tàu chiến khác. Mệnh lệnh đưa ra cho một phần Hải đội Tuần dương 1 băng qua eo biển Corfu từ Nam lên phía Bắc. Vào ngày 22 tháng 10, dẫn trước bởi các tàu tuần dương Mauritius (C80) và HMNZS Leander, và tiếp theo sau bởi HMS Volage, nó băng qua luồng Medri. Con tàu va phải một quả mìn lúc 14 giờ 53 phút, chịu đựng hư hại và thương vong đáng kể. Những nỗ lực hiệu quả của đội kiểm soát hư hỏng dưới quyền chỉ huy của Hạm phó Teddy Gueritz đã giúp hạn chế được tổn thất.
Volage đã tiếp cận để trợ giúp, và sau nhiều khó khăn đã chuyển được dây cáp sang Saumarez, bắt đầu kéo con tàu bị nạn với đuôi đi trước. Sĩ quan thông tin của Saumarez, John Edmondson bất chấp bị thương vào hàm do vụ nổ, vẫn trợ giúp vào việc cố định dây cáp. Tuy nhiên lúc 16 giờ 06 phút, một quả mìn thứ hai phát nổ gần Volage khiến nó bị hư hại phần trước con tàu. Nó nối lại được dây cáp, và cả hai con tàu với đuôi đi trước đến được Corfu Roads lúc 03 giờ 10 phút ngày 23 tháng 10. Saumarez được chuyển đến Malta, nơi nó ở lại cho đến tháng 9 năm 1950, khi nó được kéo quay trở về Anh và được tháo dỡ tại Rosyth.